# Jonas Brothers Fall 2005 Promo Tour
Jonas Brothers Fall 2005 Promo Tour fue el primer tour de la banda Jonas Brothers donde debutó el álbum It's About Time. Realizado en los EE. UU.. Comenzando los conciertos el 5 de noviembre de 2005 y finalizando luego de 16 shows el 17 de diciembre de ese mismo año.

## Fechas
- 5 de noviembre de 2005 Boston, MA Middle East
- 6 de noviembre de 2005 Philadelphia, PA North Star
- 12 de noviembre de 2005 Bay Shore, NY Boulton Center for Performing Arts
- 20 de noviembre de 2005 Montclair, NJ Bloomfield Ave. Cafe
- 26 de noviembre de 2005 Hartford ,CT Webster Underground
- 27 de noviembre de 2005 Asbury Park, NJ The Stone Pony
- 6 de diciembre de 2005 Newark , NJ Performing Arts Center
- 7 de diciembre de 2005 Syracuse NY, Landmark Theate
- 9 de diciembre de 2005 Albany, NY Palace Theatre
- 10 de diciembre de 2005 Providence, RI Providence Performing Arts Center
- 11 de diciembre de 2005 Reading, PA Sovereign Center
- 12 de diciembre de 2005 Toms River, NJ Rittaco Center
- 13 de diciembre de 2005 Boston, MA Orpheum Theatre
- 14 de diciembre de 2005 Philadelphia, PA Kimmel Center
- 15 de diciembre de 2005 Wallingford, CT Chevrolet Theatre
- 17 de diciembre de 2005 New York, NY Nokia Theatre Times Square